# 西隧道口站
西隧道口站（英語：West Portal Station），也譯為西波特站，為舊金山輕軌車站，位於西隧道口近鄰社區。「西隧道口」乃指雙峰隧道的西端入口，進入並通過雙峰隧道後，可直通市場街地鐵，沿市場街地底抵達內河碼頭站。本車站設有兩座側式月台，並在往鄰近街道的出口設有驗票閘門。
此站原先是路面電車一般的路邊石停靠點，位在隧道入口外側；在1970年代晚期建置輕軌系統時，改建成現在的輕軌車站。

## 车站结构

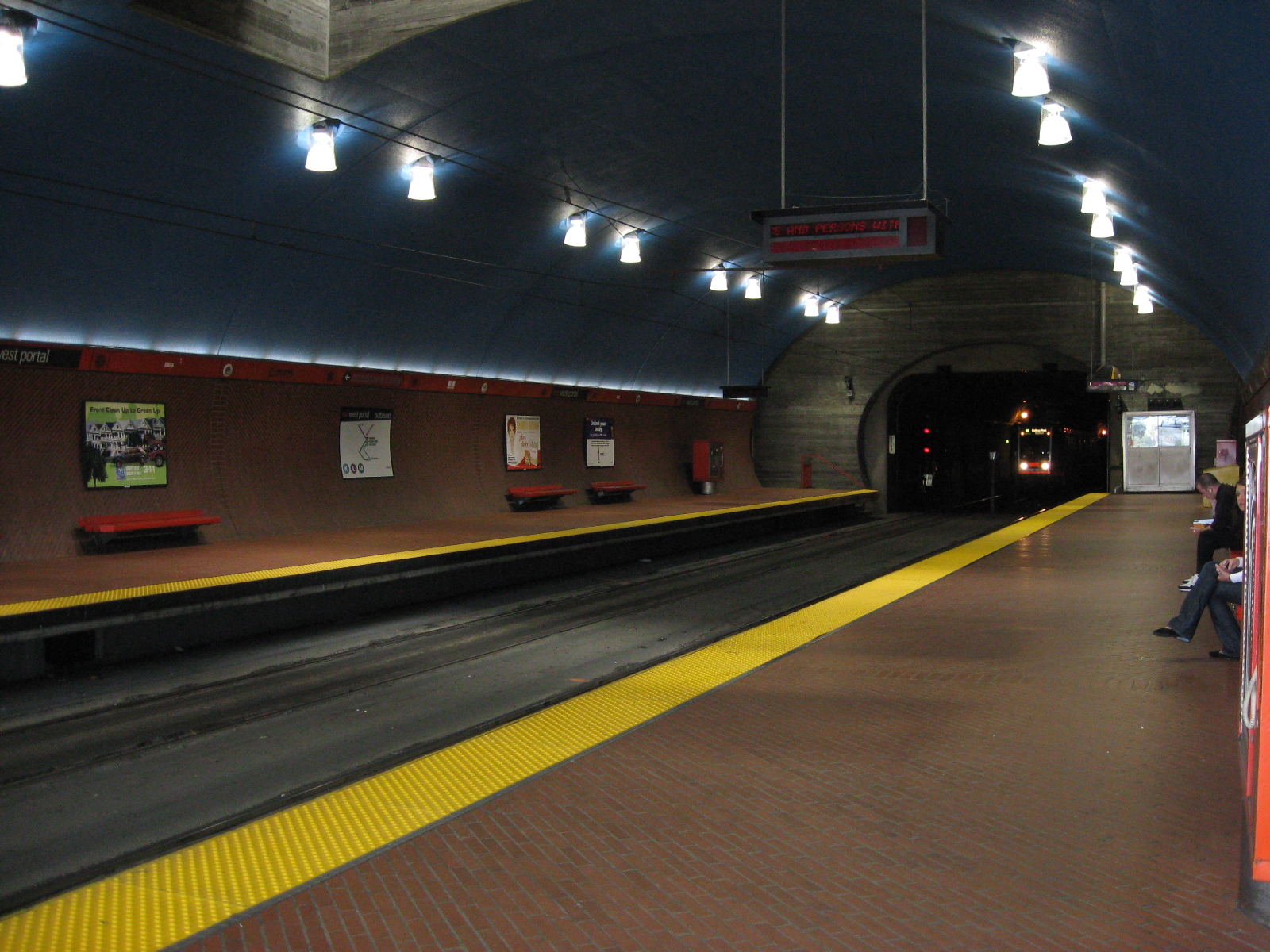
安薩爾多百瑞達製造的輕軌列車從雙峰隧道駛出。

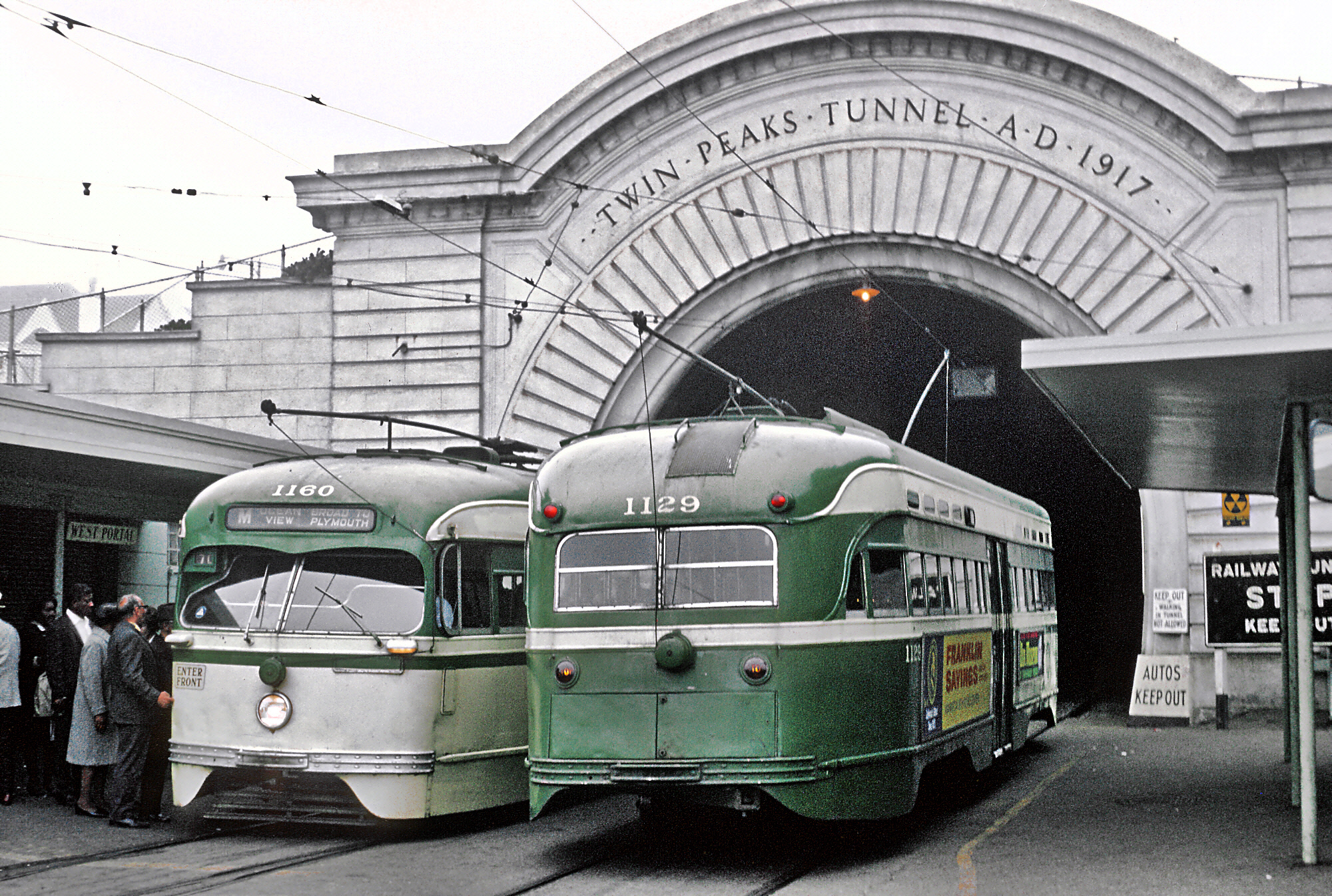
1967年的西隧道口站

| 地面 | 售票机、进出站闸机         | 售票机、进出站闸机 |
| 地面 | 侧式站台，右边车门将会开启 | |
| 地面 | 出城                       | K英格賽列车往巴尔波亚公园方向 （西隧道口与第14大道） · L塔拉瓦爾列车往第46大道与瓦乌纳方向 （乌略亚与林边） · M洋景列车往圣何塞与日内瓦/巴尔波亚公园 （西隧道口与第14大道） · S卡斯楚街接駁列车往西隧道口（AT&T球場比赛日）方向（终点站） |
| 地面 | 进城                       | → L塔拉瓦爾列车往内河码头方向 （森丘） · → M洋景列车往内河码头方向 （森丘） · → S卡斯楚街接駁列车（AT&T球場比赛日）往第4街及国王街方向 （森丘） · → T第三街列车往森尼戴尔方向 （森丘）                                                    |
| 地面 | 侧式站台，右边车门将会开启 | |

## 事故
2009年7月18日，西隧道口站發生一起K線與L線列車碰撞事故，約44人受傷。

## 外部連結
- Street map from Mapquest